# Сан-Бой-да-Любрагат
Сан-Бой-да-Любрага́т (кат. Sant Boi de Llobregat, вимова літературною каталанською [san bɔj də ʎubɾə'ɣat]) - муніципалітет, розташований в Автономній області Каталонія, в Іспанії. Код муніципалітету за номенклатурою Інституту статистики Каталонії - 82009. Знаходиться у районі (кумарці) Баш-Любрагат (коди району - 11 та BT) провінції Барселона, згідно з новою адміністративною реформою перебуватиме у складі баґарії (округи) Барселона. За кількістю населення у 2007 р. місто займало 13 місце серед муніципалітетів Каталонії.

## Назва муніципалітету
Назва муніципалітету походить від лат. Baudilliu (власне ім'я), лат. sanctum - "святий" та назви річки Llobregat, що походить від лат. Rubricatu, яке, можливо, у свою чергу походить з баскійської мови.

## Населення
Населення міста (у 2007 р.) становить 80.727 осіб (з них менше 14 років - 14,7%, від 15 до 64 - 70,8%, понад 65 років - 14,6%). У 2006 р. народжуваність склала 921 особа, смертність - 590 осіб, зареєстровано 365 шлюбів. У 2001 р. активне населення становило 38.903 особи, з них безробітних - 4.747 осіб.

Серед осіб, які проживали на території міста у 2001 р., 47.988 народилися в Каталонії (з них 14.902 особи у тому самому районі, або кумарці), 27.839 осіб приїхало з інших областей Іспанії, а 2.911 осіб приїхало з-за кордону. 

Вищу освіту має 7,1% усього населення. 

У 2001 р. нараховувалося 26.809 домогосподарств (з них 14,3% складалися з однієї особи, 27,2% з двох осіб,25,4% з 3 осіб, 24,2% з 4 осіб, 6,3% з 5 осіб, 1,7% з 6 осіб, 0,4% з 7 осіб, 0,2% з 8 осіб і 0,1% з 9 і більше осіб).

Активне населення міста у 2001 р. працювало у таких сферах діяльності : у сільському господарстві - 0,7%, у промисловості - 30,6%, на будівництві - 11,6% і у сфері обслуговування - 57,2%. 

 У муніципалітеті або у власному районі (кумарці) працює 23.521 особа, поза районом - 21.798 осіб.

### Доходи населення
У 2002 р. доходи населення розподілялися таким чином :
| \| Доходи населення за статтями доходів \| Доходи населення за статтями доходів \| Доходи населення за статтями доходів \| \| Рік \| 2002 р. \| 2001 р. \| \| ------------------------------------ \| ------------------------------------ \| ------------------------------------ \| \| Заробітна платня \| 66,5% \| 68,4% \| \| Доходи від ведення бізнесу \| 16,2% \| 15,3% \| \| Соціальна допомога \| 17,2% \| 16,4% \| |         |         |
| Доходи населення за статтями доходів |         |         |
| Рік | 2002 р. | 2001 р. |
| Заробітна платня | 66,5%   | 68,4%   |
| Доходи від ведення бізнесу | 16,2%   | 15,3%   |
| Соціальна допомога | 17,2%   | 16,4%   |

### Безробіття
У 2007 р. нараховувалося 3.103 безробітних (у 2006 р. - 3.287 безробітних), з них чоловіки становили 40,7%, а жінки - 59,3%.

## Економіка
У 1996 р. валовий внутрішній продукт розподілявся по сферах діяльності таким чином :
| \| Валовий внутрішній продукт \| Валовий внутрішній продукт \| Валовий внутрішній продукт \| \| Рік \| 1996 р. \| 1991 р. \| \| -------------------------- \| -------------------------- \| -------------------------- \| \| Сільське господарство \| 0,1% \| 0% \| \| Промисловість \| 30,7% \| 0% \| \| Будівництво \| 7,8% \| 0% \| \| Послуги \| 61,4% \| 0% \| |         |         |
| Валовий внутрішній продукт |         |         |
| Рік | 1996 р. | 1991 р. |
| Сільське господарство | 0,1%    | 0%      |
| Промисловість | 30,7%   | 0%      |
| Будівництво | 7,8%    | 0%      |
| Послуги | 61,4%   | 0%      |

### Підприємства міста

#### Промислові підприємства
| \| Промислові підприємства міста, за сферою діяльності \| Промислові підприємства міста, за сферою діяльності \| Промислові підприємства міста, за сферою діяльності \| \| Рік \| 2002 р. \| 2001 р. \| \| --------------------------------------------------- \| --------------------------------------------------- \| --------------------------------------------------- \| \| Енергетичні та водні ресурси \| 0,8% \| 0,8% \| \| Хімія та метали \| 4,9% \| 5% \| \| Переробка металів \| 50,4% \| 49,7% \| \| Продукти харчування \| 5,1% \| 5,1% \| \| Текстиль \| 10,8% \| 12,1% \| \| Виробництво меблів, видання \| 17,4% \| 16,8% \| \| Інше \| 10,6% \| 10,5% \| \| Усього підприємств \| 472 \| 505 \| |         |         |
| Промислові підприємства міста, за сферою діяльності |         |         |
| Рік | 2002 р. | 2001 р. |
| Енергетичні та водні ресурси | 0,8%    | 0,8%    |
| Хімія та метали | 4,9%    | 5%      |
| Переробка металів | 50,4%   | 49,7%   |
| Продукти харчування | 5,1%    | 5,1%    |
| Текстиль | 10,8%   | 12,1%   |
| Виробництво меблів, видання | 17,4%   | 16,8%   |
| Інше | 10,6%   | 10,5%   |
| Усього підприємств | 472     | 505     |

#### Роздрібна торгівля
| \| Підприємства роздрібної торгівлі міста, за сферою діяльності \| Підприємства роздрібної торгівлі міста, за сферою діяльності \| Підприємства роздрібної торгівлі міста, за сферою діяльності \| \| Рік \| 2002 р. \| 2001 р. \| \| ------------------------------------------------------------ \| ------------------------------------------------------------ \| ------------------------------------------------------------ \| \| Продукти харчування \| 33,4% \| 33,2% \| \| Одяг та взуття \| 22,3% \| 22,1% \| \| Товари для дому \| 12,7% \| 13,4% \| \| Книги та періодичні видання \| 3,8% \| 3,8% \| \| Промислова хімічна продукція \| 8,2% \| 8,3% \| \| Продукція, пов'язана з транспортними засобами \| 3% \| 2,8% \| \| Інше \| 16,6% \| 16,4% \| \| Усього підприємств \| 1.141 \| 1.175 \| |         |         |
| Підприємства роздрібної торгівлі міста, за сферою діяльності |         |         |
| Рік | 2002 р. | 2001 р. |
| Продукти харчування | 33,4%   | 33,2%   |
| Одяг та взуття | 22,3%   | 22,1%   |
| Товари для дому | 12,7%   | 13,4%   |
| Книги та періодичні видання | 3,8%    | 3,8%    |
| Промислова хімічна продукція | 8,2%    | 8,3%    |
| Продукція, пов'язана з транспортними засобами | 3%      | 2,8%    |
| Інше | 16,6%   | 16,4%   |
| Усього підприємств | 1.141   | 1.175   |

#### Сфера послуг
| \| Підприємства міста, що працюють у сфері послуг, за діяльністю \| Підприємства міста, що працюють у сфері послуг, за діяльністю \| Підприємства міста, що працюють у сфері послуг, за діяльністю \| \| Рік \| 2002 р. \| 2001 р. \| \| ------------------------------------------------------------- \| ------------------------------------------------------------- \| ------------------------------------------------------------- \| \| Гуртова торгівля \| 11,7% \| 12,1% \| \| Готелі та готельний бізнес \| 17,6% \| 18,6% \| \| Транспорт та зв'язок \| 31,8% \| 30,9% \| \| Посередницькі фінансові послуги \| 3,7% \| 3,6% \| \| Послуги підприємствам \| 5,7% \| 5% \| \| Послуги фізичним особам \| 21,1% \| 21,4% \| \| Нерухомість та ін. \| 8,5% \| 8,3% \| \| Усього підприємств \| 2.361 \| 2.420 \| |         |         |
| Підприємства міста, що працюють у сфері послуг, за діяльністю |         |         |
| Рік | 2002 р. | 2001 р. |
| Гуртова торгівля | 11,7%   | 12,1%   |
| Готелі та готельний бізнес | 17,6%   | 18,6%   |
| Транспорт та зв'язок | 31,8%   | 30,9%   |
| Посередницькі фінансові послуги | 3,7%    | 3,6%    |
| Послуги підприємствам | 5,7%    | 5%      |
| Послуги фізичним особам | 21,1%   | 21,4%   |
| Нерухомість та ін. | 8,5%    | 8,3%    |
| Усього підприємств | 2.361   | 2.420   |

## Житловий фонд
У 2001 р. 17,4% усіх родин (домогосподарств) мали житло метражем до 59 м2, 57,8% - від 60 до 89 м2, 20,6% - від 90 до 119 м2 і
4,2% - понад 120 м2.

З усіх будівель у 2001 р. 31,2% було одноповерховими, 24,2% - двоповерховими, 12,4
% - триповерховими, 9,4% - чотириповерховими, 13,7% - п'ятиповерховими, 5,3% - шестиповерховими,
2,2% - семиповерховими, 1,6% - з вісьмома та більше поверхами.

## Автопарк
| \| Автомобілі, зареєстровані у місті, за призначенням \| Автомобілі, зареєстровані у місті, за призначенням \| Автомобілі, зареєстровані у місті, за призначенням \| \| Рік \| 2006 р. \| 2005 р. \| \| -------------------------------------------------- \| -------------------------------------------------- \| -------------------------------------------------- \| \| Приватні автомобілі \| 74,7% \| 75,4% \| \| Мотоцикли \| 8,1% \| 7,5% \| \| Вантажівки \| 13,8% \| 13,8% \| \| Трактори \| 0,7% \| 0,7% \| \| Автобуси та ін. \| 2,6% \| 2,6% \| \| Усього автомобілів \| 49.146 шт. \| 46.891 шт. \| |            |            |
| Автомобілі, зареєстровані у місті, за призначенням |            |            |
| Рік | 2006 р.    | 2005 р.    |
| Приватні автомобілі | 74,7%      | 75,4%      |
| Мотоцикли | 8,1%       | 7,5%       |
| Вантажівки | 13,8%      | 13,8%      |
| Трактори | 0,7%       | 0,7%       |
| Автобуси та ін. | 2,6%       | 2,6%       |
| Усього автомобілів | 49.146 шт. | 46.891 шт. |

## Вживання каталанської мови
У 2001 р. каталанську мову у місті розуміли 92% усього населення (у 1996 р. - 90,3%), вміли говорити нею 61,7% (у 1996 р. - 
59,6%), вміли читати 64,2% (у 1996 р. - 59,1%), вміли писати 39,4
% (у 1996 р. - 36,3%). Не розуміли каталанської мови 8%.

## Політичні уподобання
У виборах до Парламенту Каталонії у 2006 р. взяло участь 30.614 осіб (у 2003 р. - 35.722 особи). Голоси за політичні сили розподілилися таким чином:
| \| Вибори до Парламенту Каталонії \| Вибори до Парламенту Каталонії \| Вибори до Парламенту Каталонії \| \| Рік \| 2006 р. \| 2003 р. \| \| -------------------------------------- \| ------------------------------ \| ------------------------------ \| \| Конвергенція та Єднання (CiU) \| 21,3% \| 19,5% \| \| Соціалістична партія Каталонії (PSC) \| 40,4% \| 44,9% \| \| Народна партія (PP) \| 11,7% \| 12,8% \| \| Ініціатива за Каталонію — Зелені (ICV) \| 10,6% \| 10% \| \| Республіканська лівиця Каталонії (ERC) \| 9,9% \| 10,7% \| \| Громадяни — Громадянська партія (C's) \| 3% \| 0% \| \| Інші \| 3,2% \| 2,1% \| |         |         |
| Вибори до Парламенту Каталонії |         |         |
| Рік | 2006 р. | 2003 р. |
| Конвергенція та Єднання (CiU) | 21,3%   | 19,5%   |
| Соціалістична партія Каталонії (PSC) | 40,4%   | 44,9%   |
| Народна партія (PP) | 11,7%   | 12,8%   |
| Ініціатива за Каталонію — Зелені (ICV) | 10,6%   | 10%     |
| Республіканська лівиця Каталонії (ERC) | 9,9%    | 10,7%   |
| Громадяни — Громадянська партія (C's) | 3%      | 0%      |
| Інші | 3,2%    | 2,1%    |

У муніципальних виборах у 2007 р. взяло участь 27.270 осіб (у 2003 р. - 34.432 особи). Голоси за політичні сили розподілилися таким чином:
| \| Муніципальні вибори \| Муніципальні вибори \| Муніципальні вибори \| \| Рік \| 2007 р. \| 2003 р. \| \| -------------------------------------- \| ------------------- \| ------------------- \| \| Конвергенція та Єднання (CiU) \| 11,9% \| 7,8% \| \| Соціалістична партія Каталонії (PSC) \| 46,1% \| 47,4% \| \| Народна партія (PP) \| 13,9% \| 15,1% \| \| Ініціатива за Каталонію — Зелені (ICV) \| 14,1% \| 20,5% \| \| Республіканська лівиця Каталонії (ERC) \| 8,6% \| 8,7% \| \| Громадяни — Громадянська партія (C's) \| 0% \| 0% \| \| Інші \| 5,4% \| 0,5% \| |         |         |
| Муніципальні вибори |         |         |
| Рік | 2007 р. | 2003 р. |
| Конвергенція та Єднання (CiU) | 11,9%   | 7,8%    |
| Соціалістична партія Каталонії (PSC) | 46,1%   | 47,4%   |
| Народна партія (PP) | 13,9%   | 15,1%   |
| Ініціатива за Каталонію — Зелені (ICV) | 14,1%   | 20,5%   |
| Республіканська лівиця Каталонії (ERC) | 8,6%    | 8,7%    |
| Громадяни — Громадянська партія (C's) | 0%      | 0%      |
| Інші | 5,4%    | 0,5%    |

## Відомі особистості
В поселенні народився:
- Жузеп Тенас (1892—1943) — каталонський скульптор.